# プブリウス・リキニウス・コルネリウス・サロニヌス
プブリウス・リキニウス・コルネリウス・サロニヌス（ラテン語: Publius Licinius Cornelius Saloninus, 242/3年 - 260年）は、ローマ帝国皇帝ガッリエヌスの息子で、一時期だけローマ皇帝に即位（在位：260年）した人物である。

## 略歴
プブリウス・リキニウス・コルネリウス・サロニヌスの生誕年は242年または243年とされる。祖父はウァレリアヌス、父はガッリエヌス、母はコルネリア・サロニナ（en）であり、兄弟に彼の祖父と同名のコルネリウス（en）、リキニア（Licinia Galliena）がいた。
ガッリエヌスは257年に死去したコルネリウスと同じように、サロニヌスをカエサルの地位に着け、ガッリエヌスの権威が尊重されていたガリア地方へと送り出した。サロニヌスは生涯をコローニア・アグリッピナ（現：ケルン）で過ごすこととなった。
260年7月（おそらく)、サロニヌスとそのプラエフェクトゥス・プラエトリオであったシルウァヌス（en）は、ゲルマニア総督ポストゥムスとの間で戦利品の分配を巡って、口論となった。サロニヌスはシルウァヌスやサロニヌスに忠誠を誓う部隊と共にコローニア・アグリッピナへ逃れたが、ポストゥムス軍に包囲された。サロニヌスに味方する軍はサロニヌスをアウグストゥスへ推挙したが、その後コローニア・アグリッピナは陥落して、捕虜となったサロニヌスとシルウァヌスは殺害された。
サロニヌスの父で、ローマ皇帝であったガッリエヌスはその処刑を止める手立てを持たなかった。サロニヌスの皇帝在位期間は約1ヶ月に過ぎなかったとされる。サロニヌスの殺害から間もなく、ポストゥムスはガリア帝国の初代皇帝を称することとなった。